# جائحة فيروس كورونا في ولايات ميكرونيسيا المتحدة 2020
تعد جائحة كوفيد-19 في ولايات ميكرونيسيا المتحدة جزءًا من جائحة فيروس كورونا العالمية الناجمة عن فيروس كورونا 2 المرتبط بالمتلازمة التنفسية الحادة الشديدة (سارس كوف 2). تم تأكيد أول إصابة بمرض فيروس كورونا في ولايات ميكرونيسيا المتحدة في 8 يناير 2021.

## خلفية
في 12 يناير 2020، أكدت منظمة الصحة العالمية عن ظهور فيروس كورونا المستجد كسبب للمرض التنفسي الذي أصاب مجموعة من الأشخاص في مدينة ووهان، مقاطعة خوبي، الصين، إذ أُبلغ عنهم إلى منظمة الصحة العالمية في 31 ديسمبر 2019. كانت نسبة الوفيات بين الحالات المُشخصة بكوفيد-19 أقل بكثير من جائحة فيروس سارس في عام 2003، لكن انتقال العدوى كان أكبر، والوفيات أيضًا.

## الخط الزمني

### فبراير 2020
بحلول 3 فبراير 2020، وقع ديفيد بانويلو، رئيس ولايات ميكرونيسيا المتحدة، إعلانًا يحظر على مواطني ميكرونيسيا السفر إلى الصين وغيرها من البلدان المتضررة.

### مارس 2020
بحلول 5 مارس 2020، فرضت ميكرونيسيا حظرًا صارمًا على السفر، حيث منعت أي شخص كان في الصين في أي وقت منذ يناير 2020 - أو كان في أي دولة أخرى متأثرة خلال الـ 14 يومًا الماضية - من دخول ميكرونيسيا. اعتبارًا من 18 مارس، تم أيضًا إغلاق جميع المدارس في البلاد.

### يناير 2021
في 8 يناير 2021، أبلغت ميكرونيسيا عن حالتها الأولى، وهي حالة أحد أفراد الطاقم على متن سفينة بالقرب من بوهنباي. وبحلول نهاية الشهر، اعتبرت الحالة سلبية بعد اختبارات الأجسام المضادة اللاحقة.

## الإحصائيات

### الحالات حسب الولايات
| الولاية       | الحالات المؤكدة | حالات الوفاة | مراجع                              |
| ------------- | --------------- | ------------ | ---------------------------------- |
| ولاية تشوك    | 11,772          | 22           | [ 15 ]                             |
| ولاية كوسراي  | 1,113           | 3            | [ 16 ] [ 17 ] [ 18 ]               |
| ولاية ياب     | 3,068           | 5            | [ 19 ]                             |
| ولاية بوهنباي | 5,817           | 23           | [ 14 ] [ 20 ] [ 21 ] [ 22 ] [ 23 ] |